# Dinamo Fima
Dinamo Fima – madagaskarski klub piłkarski z siedzibą w Antananarywie, występujący niegdyś w pierwszej lidze madagaskarskiej.

## Sukcesy
- I liga[1]:
  - mistrzostwo (2):  1982, 1983.

- Puchar Madagaskaru[2]:
  - zwycięstwo (2):  1981, 1983.

## Występy w afrykańskich pucharach
| Sezon | Rozgrywki                 | Runda | Kraj     | Klub                   | Dom | Wyjazd | Dwumecz |
| ----- | ------------------------- | ----- | -------- | ---------------------- | --- | ------ | ------- |
| 1982  | Puchar Zdobywców Pucharów | 1     | Kenia    | Gor Mahia              | –   | 3–2    | 3–2     |
| 1982  | Puchar Zdobywców Pucharów | 2     | Zimbabwe | CAPS United            | 2–3 | 1–1    | 3–4     |
| 1983  | Puchar Mistrzów           | 1     | Uganda   | Nakivubu Villa         | 1–1 | 2–4    | 3–5     |
| 1984  | Puchar Zdobywców Pucharów | 1     | Eswatini | Mbabane Highlanders FC | 6–1 | 0–1    | 6–2     |
| 1984  | Puchar Zdobywców Pucharów | 2     | Kamerun  | Canon Jaunde           | 0–1 | 0–1    | 0–2     |

## Stadion
Domowe mecze klub rozgrywa na stadionie o nazwie Stade Municipal de Mahamasina w Antananarywie, który może pomieścić 40880 widzów.